# مبارز خیابانی آلفا
مبارز خیابانی آلفا (به انگلیسی: Street Fighter Alpha) یک بازی ویدئویی به سبک مبارزه‌ای منتشر شده توسط شرکت کپ‌کام است. این بازی نخستین بار در تاریخ ۵ ژوئن ۱۹۹۵ برای دستگاه بازی آرکید عرضه شد. دو دنباله برای این بازی تحت عناوین مبارز خیابانی آلفا ۲ (۱۹۹۶) و مبارز خیابانی آلفا ۳ (۱۹۹۸) برای آرکید منتشر شدند.